# Adesmus fulvicornis
Adesmus fulvicornis är en skalbaggsart som först beskrevs av Bates 1881.  Adesmus fulvicornis ingår i släktet Adesmus och familjen långhorningar. Inga underarter finns listade i Catalogue of Life.